# Koch mit! Oliver
Koch mit! Oliver ist eine österreichische Kochsendung, welche erstmals am 5. Juli 2008 ausgestrahlt wurde. Seit August 2008 wurde diese wöchentlich am Samstagnachmittag gesendet, dann am Samstag im Vorabendprogramm. Mittlerweile wird die jeweilig neue Folge, immer am Sonntag um 18:10 Uhr auf Puls 4 ausgestrahlt. Während auf Sixx, ProSieben Austria,  ATV und Sat.1 Gold Wiederholungen laufen.  Moderiert wird sie von Oliver Hoffinger.
Die Sendung unterscheidet sich von anderen klassischen Kochsendungen. Durch die Texte der Redaktion die von Joe Baumgartner gesprochen werden, wird wiederholt die vierte Wand durchbrochen. Seit 2013 ist Fabian J. Holzer Sendungsverantwortlicher von Koch mit! Oliver. Fabian J. Holzer tritt teilweise als Oliver Hoffingers Co-Moderator in Erscheinung. Die Sendung wurde mit Dezember 2018 abgesetzt, die letzte neu produzierte Folge wurde am 16. Dezember 2018 auf Puls 4 ausgestrahlt.

## Olivers Kochduell
Bei „Olivers Kochduell“ tritt Oliver Hoffinger gegen andere Köche an. Wenn sein Gegner ein anderer bekannter Koch ist, dann wissen beide Kandidaten nicht, mit welcher mehr oder weniger verrückten Aufgabe sie konfrontiert werden. Außerdem kochen beide gegen die Zeit.
Sollte Oliver gegen einen Nicht-Koch antreten, wird ihm das Ganze schwerer gemacht: Zum einen weiß Olivers Kontrahent, was gekocht werden soll, zum anderen wird Oliver mit einem Handicap versehen. Das könnte darin bestehen, dass Oliver nur mit einer Hand arbeiten darf, zum Schneiden nur ein Buttermesser bekommt oder er seine Speisen während der Zubereitung nicht kosten darf.

## Die 7-Minuten-Gerichte
Oliver Hoffinger muss es in Echtzeit schaffen, drei Gerichte in nur jeweils 7 Minuten fertig zu bekommen.

## Sendung (alte Rubriken)
Neben dem Zubereiten diverser Speisen gibt der Moderator in den Rubriken „Olivers Restltipp“, „Olivers Weintipp“, „Olivers Cooking Tool“ sowie „Olivers Cooking Tunes“ Ratschläge zum jeweiligen Thema. In unregelmäßigen Abständen kocht Oliver zudem sein „Luxus-Spar-Menü“, das zu einem günstigen Preis einfaches Nachkochen ermöglichen soll. In einigen Sendungen diskutiert Oliver mit Biobauern, Köchen, Wissenschaftlern etc. über die Herkunft und den Wert verschiedener Speisen und deren Zutaten.

### Olivers Tipps
In der Rubrik Olivers Restltipp gibt Hoffinger Ratschläge, wie man übriggebliebene Speisen und Desserts weiterverarbeiten kann, des Weiteren erklärt Oliver, wie man ein „Restl“ korrekt lagert, um dieses lange haltbar zu machen. Beim Weintipp erklärt abwechselnd Oliver oder ein Sommelier, welche Weine und Spirituosen zu dem jeweiligen Gericht passen, in den ersten Folgen übernahm ausschließlich Oliver selbst diese Aufgabe.

### Olivers Assistentin

Logo von „Spitzenkoch sucht Lehrling“

Unter dem Motto „Spitzenkoch sucht Lehrling“ veranstaltete der Sender Puls 4 im Rahmen der Kochshow ein Casting mit dem Ziel, einen Lehrling für die Sendung zu finden, dem Oliver zur Seite steht. Siegerin wurde Jeannine Mik, die von Beruf Sprechtrainerin und Darstellerin ist. Wie sie in der Sendung betonte, legt sie besonderen Wert auf gesunde Ernährung. Sie wurde am 23. September 1988 in Wien geboren.

## Buch zur Sendung
- Oliver Hoffinger: Koch mit! Oliver. Brandstätter Verlag, 2012, ISBN 978-3-85033-608-6.[9]